# Kerecsend
Kerecsend község Heves vármegyében, az Egri járásban.

## Fekvése
Egertől 13 kilométerre délnyugatra található, a Mátra és a Bükk-vidék hegyeinél, nem messze attól a ponttól, ahol a 25-ös főút kiágazik a 3-as főútból. A település területén, közös csomópontban ágazik ki Demjén és Egerszalók felé a 24 129-es, és a Kerecsend délkeleti részét feltáró, a 3-as főútba torkolló 25 102-es út. A község területét a Laskó-patak szeli ketté.

## Története
Nevét írásban először egy pápai tizedjegyzék említi 1337-ben, Keresnuch írásmóddal. 1484-ben a Bakócz-graduále említi Kelechen alakban írva. A terület a egri püspöki birtokhoz tartozott. A török elől a lakosság 1556-ban elmenekült, az 1600-as években népesült be újra. 1687-ben teljesen elpusztult. 1731-ben német jobbágyokat telepítettek a faluba, később szlávok is jöttek a faluba. Az anyakönyvezés 1779-ben kezdődött meg. Az 1900-as években sokan kivándoroltak Amerikába.

## Közélete

### Polgármesterei
- 1990–1994: Gémes László (független)[3]
- 1994–1998: Gémes László (független)[4]
- 1998–2002: Gémes László (független)[5]
- 2002–2006: Gémes László (független)[6]
- 2006–2010: Sári László (Fidesz)[7]
- 2010–2014: Sári László (Fidesz–KDNP)[8]
- 2014–2019: Sári László (Fidesz–KDNP)[9]
- 2019–2024: Sári László (Fidesz–KDNP)[10]
- 2024– : Sári László (Fidesz–KDNP)[1]

## Népesség
A település népességének változása:
| Lakosok száma | 2274 | 2261 | 2307 | 2181 | 2210 | 2241 | 2215 |
|               | 2013 | 2014 | 2015 | 2021 | 2022 | 2023 | 2024 |

2001-ben a település lakosságának 84%-a magyar, 14%-a cigány és 2%-a szlovák nemzetiségűnek vallotta magát.
A 2011-es népszámlálás során a lakosok 92%-a magyarnak, 34,7% cigánynak, 1,9% németnek, 0,4% románnak mondta magát (7,9% nem nyilatkozott; a kettős identitások miatt a végösszeg nagyobb lehet 100%-nál). A vallási megoszlás a következő volt: római katolikus 45,4%, református 2,3%, felekezeten kívüli 27,5% (16,2% nem nyilatkozott).
2022-ben a lakosság 88,6%-a vallotta magát magyarnak, 23,5% cigánynak, 1,9% németnek, 0,5% ukránnak, 0,2% románnak, 3,5% egyéb, nem hazai nemzetiségűnek (9,9% nem nyilatkozott; a kettős identitások miatt a végösszeg nagyobb lehet 100%-nál). Vallásuk szerint 30,3% volt római katolikus, 1,3% református, 0,2% görög katolikus, 0,1% evangélikus, 0,1% ortodox, 8% egyéb keresztény, 0,6% egyéb katolikus, 28,8% felekezeten kívüli (30,3% nem válaszolt).

## Nevezetességei
- Római katolikus templom. A jelenlegi templom 1960-ban épült, Világ Királynője tiszteletére van felszentelve.
- Nepomuki Szent János-szobrok
- 2019-ben nyílt meg a Gorilla Aréna Kaland- és Élménypark, ami a település legnagyobb élményközpontja
- Kerecsendi-erdő Természetvédelmi terület [14]